# Buju Banton

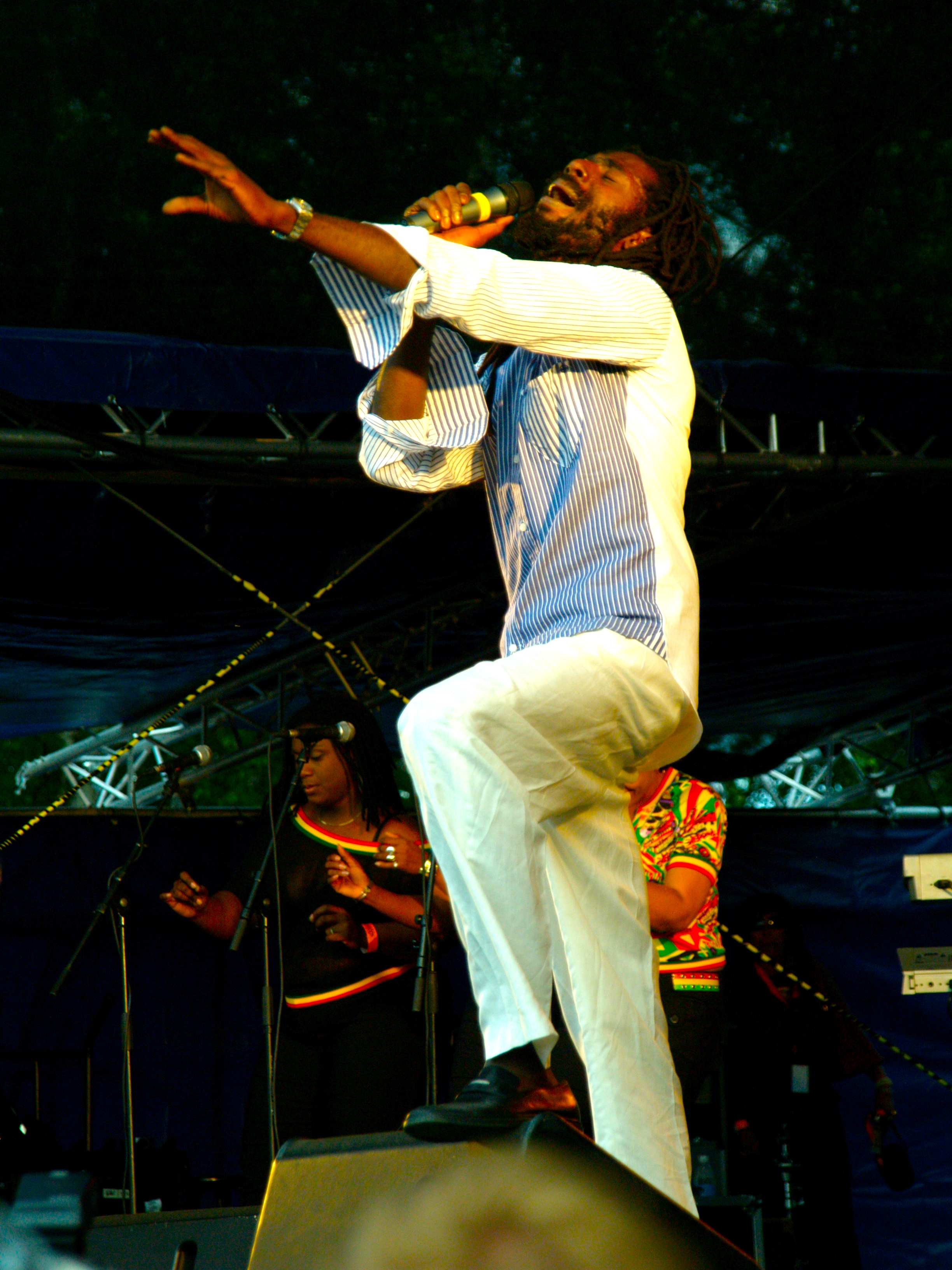
Buju Banton

Buju Banton, właśc. Mark Anthony Myrie (ur. 15 lipca 1973) – jamajski wokalista, wykonawca muzyki reggae i dancehall.
Urodził się w slumsach w Kingston, stolicy Jamajki, jako najmłodszy z piętnaściorga rodzeństwa.
Buju Banton jest obecny na scenie ragga od początku lat 90. Zaczynał jako klasyczny jamajski dancehallowy deejay i zyskał sporą popularność w swoich stronach. Na początku działalności Banton, tak jak większość artystów ragga, epatował mocno seksistowskim i agresywnym przekazem. Po nagraniu w 1992 roku “Boom Bye Bye” został nawet ostro potępiony przez organizacje gejowskie za swoją homofobiczną postawę, tekst piosenki wprost namawiał do mordowania gejów. Niedługo potem artysta związał się z Ruchem Rastafari i zaczął promować swoją religię oraz udzielać się w programach edukacyjnych dotyczących AIDS.
Brytyjskie miasto Brighton wydało zakaz emitowania publicznie jego utworów. Powodem były homofobiczne i rasistowskie teksty piosenek.
"Buju" to przezwisko, którym nazywano go od dziecka. "Banton" to jamajskie słowo, które oznacza "lepszą postawę", ale też nazwisko innego wykonawcy dancehallu, Burro Bantona.
Buju Banton został aresztowany 10 grudnia 2009 w Miami pod zarzutem posiadania i zamiaru sprzedaży 5 kilogramów kokainy.